# Firoz Ghanty
 (décembre 2019).
Si vous disposez d'ouvrages ou d'articles de référence ou si vous connaissez des sites web de qualité traitant du thème abordé ici, merci de compléter l'article en donnant les références utiles à sa vérifiabilité et en les liant à la section « Notes et références ».
Firoz Abdul Cader Ghanty est un peintre mauricien né le 14 août 1952 à Rose Hill (Île Maurice) et mort le 3 décembre 2019 à Moka (Île Maurice).

## Biographie
Firoz Ghanty a vécu en France de 1984 à 1996 mais vit et travaille à Maurice. Origines ancestrales : africaine et française (bretonne et normande) par la mère, persane (zoroastrienne, mazdéenne) et indienne-gujrâti par le père. Autodidacte, plasticien, affichiste, poète et dialecticien. Milite, entre 1974 et 1976, au sein d’un parti se réclamant du marxisme-léninisme, démissionne pour créer une structure fondée sur la Pensée de Mao Zedong. Arrêté lors des manifestations estudiantines de 1975, il sera acquitté. En 1981, à la suite de la campagne de mobilisation des sans-emplois et du lumpenprolétariat, il sera traduit devant un tribunal sous le Public Order Act et condamné à trois ans de prison. Militant des Droits de l'homme, militant anti raciste, défenseur du patrimoine historique, culturel et naturel, il crée, en 1998 le Groupe National de Vigilance et son Observatoire du Racisme. Il est mort le 3 décembre 2019 à l'hopital privé Wellkin à Moka (Île Maurice).

## Axes de recherches picturales
(décembre 2019).
- Si vous ne connaissez pas le sujet, laissez ce bandeau (vous pouvez alors contacter les auteurs).
- Si vous supprimez le contenu mis en cause (vous pouvez préalablement contacter les auteurs),

argumentez précisément cette suppression dans la page de discussion
(un manque de référence n'est pas un argument ; une recherche réelle de référence doit avoir été effectuée, être formellement documentée).
Au début, 1970, proche de l’Arte Povera, des Déchireurs D’affiches puis du Pop Art, la série « Solution ». La réflexion était ancrée dans les grandes problématiques sociales, politiques et économiques de l’époque. Un des questionnements fut le subjectif et l’objectif en l’Art. C’était appliquer la méthode d’analyse matérialiste dialectique à une sphère autre que les sciences politiques. C’était la volonté d’être cohérent dans différents niveaux de combats par la démonstration d’une praxis qui établit le lien entre le discours politique, la réflexion philosophique et la création artistique. C’était  la période de l’art, de l’artiste engagé et de la thèse de « …l’intellectuel organique des masses… » (Antonio Gramsci). Inscrire dans le discours de l’Art la thèse de la fonction sociale de l’Art et établir que l’Art fait partie du mouvement de l’histoire de l’ensemble des réalités sociales.
Les années 1980 voient l’affirmation d’une esthétique propre à l’Identité et la Culture Nationale dont le pilier est la Kréolité, définie comme la lente sédimentation d’éléments culturels pluriels au cours du processus, historique et social, de création d’un ensemble, notre Nation. L’émancipation de l’hégémonie culturelle occidentale et judéo chrétienne est un fait acquis. C’était tenir un discours « nationalitaire », par opposition au nationalisme ressenti comme étant xénophobe, en s’inscrivant dans l’Art entendu comme expression universelle. Une nouvelle période, fin 80 et début des années 1990, s’ouvre sur ces axes de réflexion pour aboutir à une écriture picturale tricéphale « SIGNES/SYMBOLES/ARCHETYPES », dont les références majeures sont l’Ésotérisme, l’Occulte, les Traditions. Les alphabets comme Signes, la Géométrie pour Symbole et des formes pour Archétypes génèrent ensemble une empreinte qui consolide un Vocabulaire déjà installé. Aux couleurs primaires du début, le « kadrikolor » national comme leitmotiv, s’ajoutent les Ors, les Ocres, les Bruns, les Marrons et les Terre de Sienne.
Les formats, les encadrements abandonnés depuis longtemps, ce sont les châssis qui disparaissent avec les « Kakémonos». La verticalité sur des rouleaux de toile, de papier, de carton ou des pièces de bois, de contre plaqué.
Aujourd’hui le travail s’invente d’autres dimensions, installations, scénographie, appropriation et détournement d’espace, créations de nouveaux volumes dans des volumes existants, œuvres éphémères, techniques mixtes sur supports variés, tous types de matériaux, des catalogues qui deviennent des éléments de la manifestation, etc. 

## Principales expositions
(décembre 2019).
| Date                                                   | Nom exposition                                                                                     | Lieu                                                   |
| 1970 à 1974 - Période Déchireur D'affiche, Arte Povera | 1970 à 1974 - Période Déchireur D'affiche, Arte Povera                                             | 1970 à 1974 - Période Déchireur D'affiche, Arte Povera |
| ------------------------------------------------------ | -------------------------------------------------------------------------------------------------- | ------------------------------------------------------ |
| 1972                                                   | First solo Galerie Max Boullé                                                                      | Mauritius                                              |
| 1974                                                   | Solo Syndicat d’Initiatives                                                                        | St Denis, Réunion                                      |
| 1975 à 1982 - Pop Art, Art engagé                      | |                                                        |
| 1975                                                   | Group exhibition, Ligue Féministe                                                                  | Mauritius                                              |
| 1975                                                   | « 2nd. Festival des Arts et de la Culture Nègre »                                                  | Lagos, Nigeria                                         |
| 1982                                                   | « Artists for Amnesty International », Galerie Max Boullé                                          | Mauritius                                              |
| 1983 à 1986 - Figuration personnelle                   | |                                                        |
| 1983                                                   | Happenings « Déclaration Commune de Juillet »                                                      | Mauritius                                              |
| 1985                                                   | Centre International d’Art Contemporain                                                            | Paris, France                                          |
| 1986                                                   | « L’Ile Maurice à Paris », UNESCO                                                                  | Paris, France                                          |
| 1986                                                   | solo « Grande Kermesse Populaire du Parti du Travail Suisse »                                      | Geneva, Switzerland                                    |
| 1987 à 1997 - SIGNES / SYMBOLES / ARCHETYPES           | |                                                        |
| 1987                                                   | 9e Salon Figuration Critique, Grand Palais (designed the poster for the exhibition)                | Paris, France                                          |
| 1987                                                   | solo Galerie, La Copétane                                                                          | Coppet, Switzerland                                    |
| 1987                                                   | solo, Guest, « Grande Kermesse du Parti du Travail Suisse »                                        | Geneva, Switzerland                                    |
| 1988                                                   | Manifestation Figuration Critique, Acropolis                                                       | Nice, France                                           |
| 1989                                                   | Salon International des Beaux Arts, « Les Peintres de l’Ile Maurice », Grand Palais                | Paris, France                                          |
| 1991                                                   | Alfa Roméo- Paris XV Automobiles, setting up of the commercial space                               | Paris, France                                          |
| 1993                                                   | Salon d’Automne « Les Plasticiens de l’Ile Maurice » 5e Summit of Francophonie                     | France                                                 |
| 1994                                                   | Solo « Dix Ans Après », Galerie Max Boullé                                                         | Maurice                                                |
| 1994                                                   | « Art Actuel de Maurice », Espace Virginie, Pl.de Brouckère                                        | Brussels, Belgium (curator)                            |
| 1994                                                   | Greetings Card, commissioned work, Ambassador for Mauritius                                        | France                                                 |
| 1995                                                   | « Made in Mauritius », Kunstakademie                                                               | Düsseldorf, Germany                                    |
| 1996                                                   | Retrospective « Les Années Paris », Alliance Française                                             | Mauritius                                              |
| 1996                                                   | solo « Papié », Centre Charles Baudelaire                                                          | Mauritius                                              |
| 1997                                                   | Galerie André Béton, Bourg Murat                                                                   | Reunion                                                |
| 1997                                                   | « Litra », performance to back up workers on strike                                                | Mauritius                                              |
| 1997                                                   | « Poswar/Pochoirs », Galeries Evershine (March), Caudan Waterfront (November)                      | Mauritius                                              |
| 1998 à 2012 : Art contemporain                         | |                                                        |
| 1998                                                   | Plaisance SSR International Airport, commissioned work VIP Lounge, Government of Mauritius         | Mauritius                                              |
| 1998                                                   | Solo « 1000 Rondins/Totem pu Lamemwar » about slavery-installation/performance                     | Mauritius                                              |
| 2000                                                   | Trio « Le Pont I », installation Galerie Max Boullé                                                | Mauritius (Yuji Inoyama collection)                    |
| 2000                                                   | Trio « Bridge II Pont III », installation Conservatoire Régional de Musique                        | St.Pierre, Reunion                                     |
| 2001                                                   | Exhibition/ Launch « Encounters » Ed.Inoyama (3 Le Pont Artists), Mauritius Institute              | Mauritius                                              |
| 2001                                                   | Duo with I.Ganti “RIEN QUE DE L’ART” street installation                                           | Mauritius                                              |
| 2001                                                   | « Autoportraits », Artothèque                                                                      | St.Denis, Reunion                                      |
| 2002                                                   | « Le Pont III », installation Logos Gallery (artist residence)                                     | Tokyo, Japan                                           |
| 2002                                                   | Solo « Sertifié Morisyin II », 1st. Triennial of Contemporary Art, installation Galeries Evershine | Mauritius                                              |
| 2003                                                   | Solo “After Tokyo”, Galeries Evershine                                                             | Mauritius                                              |
| 2004                                                   | « WHY IF –RAPIESTE » installation with Yuichiro Yamamoto, Ismet Ganti                              | MGI, Mauritius                                         |
| 2004                                                   | Duo with Ismet Ganti,« EKRITURS-MEMOIRE-SATURNADES », Maison Ghanty                                | Mauritius                                              |
| 2007                                                   | Solo « Taureau-de Solstice en Equinoxe», installation Maison Ghanty                                | Mauritius                                              |
| 2008                                                   | Solo « Mon Corps/Moi mis à Nu », installation Maison Ghanty                                        | Mauritius                                              |
| 2009                                                   | “Striker”, Blue Penny Museum                                                                       | Mauritius                                              |
| 2009                                                   | Duo « Écritures Croisées » with Denise Luc, Galerie Contact                                        | Paris, France                                          |
| 2010                                                   | Solo « Test Landing of the Dodo »                                                                  | Mauritius                                              |
| 2010                                                   | « 11e Foire International des Mascareignes »                                                       | Le Port, Reunion                                       |
| 2011                                                   | « FNB Joburg Art Fair », Conference Centre                                                         | South Africa                                           |
| 2011                                                   | « Ruptures », Maison Ghanty                                                                        | Mauritius                                              |
| 2012                                                   | « …Suite », Maison Ghanty                                                                          | Mauritus                                               |
| 2012                                                   | « Prakzis », La Galerie Le Consulat                                                                | Mauritius                                              |